# Wendell Ladner
Wendell Ladner (Necaise Crossing, Misisipi, 6 de octubre de 1948-Queens, Nueva York, 24 de junio de 1975) fue un jugador de baloncesto estadounidense que disputó cinco temporadas en la ABA. Con 1,96 metros de estatura, jugaba en la posición de alero.

## Trayectoria deportiva

### Universidad
Jugó tres temporadas con los Golden Eagles de la Universidad del Sur de Misisipi, en las que promedió 20,5 puntos y 16,5 rebotes por partido, esta última marca la segunda mejor de la universidad de todos los tiempos.

### Profesional
Tras no ser elegido en el Draft de la NBA de 1970, si lo fue en el draft de la ABA por los Memphis Pros, equipo por el que acabó firmando. Y en su primera temporada se convirtió en la sorpresa del campeonato, ya que promedió 17,0 puntos y 11,4 rebotes por partido, siendo elegido para disputar el All-Star Game de la ABA 1971, junto con Charlie Scott y Dan Issel, los únicos rookies seleccionados, siendo Ladner el único de la Conferencia Oeste. Logró 12 puntos y 7 rebotes.
Mediada la temporada siguiente fue traspasado, junto con Tom Owens y Bobby Warren a los Carolina Cougars a cambio de Randy Denton, George Lehmann y Warren Davis. Acabó la temporada promediando 12,2 puntos y 9,9 rebotes por partido. Al cabo de la temporada, fue traspasado de nuevo a Memphis, esta vez ya con la denominación Memphis Tams, a cambio de David Brent. Pero duró poco en el equipo, ya que unos meses después fue traspasado a los Kentucky Colonels a cambio de Bill Chamberlain y dinero.
Pero tampoco duró mucho en los Colonels. Mediada la temporada siguiente, tras promediar 9,9 puntos y 7,9 rebotes por partido, fue traspasado a los New York Nets junto con Mike Gale a cambio de John Roche. En el equipo neoyorkino colaboró con 6,8 puntos y 5,4 rebotes por partido en la consecución de su único campeonato de liga. Jugó una temporada más en los Nets, ya como suplente, en la que promedió 4,1 puntos y 2,7 rebotes por partido.

## Estadísticas de su carrera en la ABA

### Temporada regular
| Temporada | Edad | Equipo            | Liga | Pos. | P   | TIT | MIN  | TC  | TCA  | %TC  | 3P  | 3PA | %3P  | 2P  | 2PA  | %2P  | TL  | TLA | %TL  | R.OF. | R.DEF. | REB  | ASIS | ROB | TAP | PER | FP  | PTS  |
| 1970-71 ★ | 22   | Memphis Pros      | ABA  | SF   | 77  |     | 32.5 | 7.4 | 17.0 | .437 | 0.1 | 0.4 | .276 | 7.3 | 16.6 | .441 | 2.0 | 2.8 | .703 | 4.4   | 7.0    | 11.4 | 2.1  |     |     | 2.2 | 4.3 | 17.0 |
| 1971-72 ★ | 23   | TOTAL             | ABA  | SF   | 82  |     | 29.8 | 6.0 | 15.7 | .382 | 0.7 | 2.9 | .258 | 5.2 | 12.8 | .409 | 1.5 | 1.9 | .767 | 3.0   | 7.2    | 10.2 | 2.0  |     |     | 2.6 | 4.2 | 14.2 |
| 1971-72   | 23   | Memphis Pros      | ABA  | SF   | 39  |     | 32.4 | 7.0 | 18.1 | .386 | 0.7 | 2.5 | .278 | 6.3 | 15.6 | .404 | 1.8 | 2.5 | .740 | 3.5   | 6.9    | 10.5 | 2.0  |     |     | 3.2 | 4.3 | 16.5 |
| 1971-72   | 23   | Carolina Cougars  | ABA  | SF   | 43  |     | 27.5 | 5.1 | 13.6 | .376 | 0.8 | 3.2 | .245 | 4.3 | 10.3 | .417 | 1.2 | 1.5 | .810 | 2.5   | 7.4    | 9.9  | 2.0  |     |     | 2.1 | 4.2 | 12.2 |
| 1972-73   | 24   | TOTAL             | ABA  | SF   | 52  |     | 17.9 | 2.8 | 8.6  | .327 | 0.2 | 1.0 | .226 | 2.6 | 7.6  | .341 | 1.1 | 1.4 | .753 | 1.8   | 3.5    | 5.3  | 2.1  |     |     | 1.5 | 3.6 | 6.9  |
| 1972-73   | 24   | Memphis Tams      | ABA  | SF   | 15  |     | 18.2 | 2.5 | 8.5  | .289 | 0.3 | 1.0 | .267 | 2.2 | 7.5  | .292 | 0.7 | 1.0 | .733 | 2.5   | 3.9    | 6.4  | 2.3  |     |     | 1.7 | 3.6 | 5.9  |
| 1972-73   | 24   | Kentucky Colonels | ABA  | SF   | 37  |     | 17.8 | 2.9 | 8.6  | .343 | 0.2 | 1.0 | .211 | 2.7 | 7.6  | .361 | 1.2 | 1.6 | .759 | 1.5   | 3.4    | 4.9  | 1.9  |     |     | 1.4 | 3.6 | 7.3  |
| 1973-74   | 25   | TOTAL             | ABA  | SF   | 64  |     | 24.5 | 3.8 | 10.5 | .364 | 0.4 | 1.4 | .267 | 3.4 | 9.1  | .379 | 0.5 | 0.8 | .547 | 1.7   | 5.0    | 6.7  | 2.3  | 1.7 | 0.1 | 2.0 | 3.6 | 8.5  |
| 1973-74   | 25   | Kentucky Colonels | ABA  | SF   | 34  |     | 27.3 | 4.5 | 12.3 | .368 | 0.2 | 1.1 | .162 | 4.4 | 11.2 | .388 | 0.7 | 1.2 | .585 | 2.1   | 5.8    | 7.9  | 2.5  | 1.8 | 0.1 | 1.9 | 4.0 | 9.9  |
| 1973-74   | 25   | New York Nets     | ABA  | SF   | 30  |     | 21.2 | 3.0 | 8.4  | .357 | 0.6 | 1.8 | .340 | 2.4 | 6.6  | .362 | 0.2 | 0.4 | .417 | 1.3   | 4.1    | 5.4  | 2.2  | 1.5 | 0.1 | 2.1 | 3.3 | 6.8  |
| 1974-75   | 26   | New York Nets     | ABA  | SF   | 25  |     | 17.4 | 1.8 | 6.9  | .260 | 0.3 | 1.4 | .194 | 1.5 | 5.5  | .277 | 0.2 | 0.4 | .600 | 0.8   | 1.9    | 2.7  | 1.6  | 1.3 | 0.0 | 0.9 | 2.7 | 4.1  |
| Total     |      |                   | ABA  |      | 300 |     | 26.3 | 5.0 | 12.9 | .386 | 0.4 | 1.5 | .252 | 4.6 | 11.5 | .403 | 1.2 | 1.7 | .712 | 2.7   | 5.6    | 8.3  | 2.1  | 1.6 | 0.1 | 2.0 | 3.9 | 11.6 |

### Playoffs
| Temporada | Edad | Equipo            | Liga | Pos. | P  | TIT | MIN  | TC  | TCA  | %TC  | 3P  | 3PA | %3P  | 2P  | 2PA  | %2P  | TL  | TLA | %TL  | R.OF. | R.DEF. | REB  | ASIS | ROB | TAP | PER | FP  | PTS  |
| 1970-71   | 22   | Memphis Pros      | ABA  | SF   | 4  |     | 35.8 | 4.8 | 18.0 | .264 | 0.0 | 0.5 | .000 | 4.8 | 17.5 | .271 | 0.8 | 2.0 | .375 | 3.8   | 6.3    | 10.0 | 3.5  |     |     | 1.8 | 4.8 | 10.3 |
| 1972-73   | 24   | Kentucky Colonels | ABA  | SF   | 19 |     | 14.2 | 2.9 | 7.5  | .387 | 0.7 | 2.8 | .264 | 2.2 | 4.7  | .461 | 0.6 | 0.7 | .857 | 0.9   | 2.0    | 2.9  | 1.1  |     |     | 1.3 | 3.5 | 7.2  |
| 1973-74 ❍ | 25   | New York Nets     | ABA  | SF   | 14 |     | 19.4 | 3.7 | 8.7  | .426 | 0.4 | 1.7 | .250 | 3.3 | 7.0  | .469 | 0.4 | 0.8 | .455 | 1.1   | 3.9    | 5.0  | 2.4  | 1.8 | 0.0 | 1.4 | 3.5 | 8.2  |
| 1974-75   | 26   | New York Nets     | ABA  | SF   | 3  |     | 11.7 | 1.7 | 7.7  | .217 | 1.0 | 2.3 | .429 | 0.7 | 5.3  | .125 | 0.0 | 0.0 |      | 1.3   | 0.3    | 1.7  | 0.0  | 1.3 | 0.0 | 0.3 | 3.3 | 4.3  |
| Total     |      |                   | ABA  |      | 40 |     | 18.0 | 3.3 | 9.0  | .365 | 0.6 | 2.2 | .267 | 2.7 | 6.8  | .396 | 0.5 | 0.8 | .606 | 1.3   | 3.0    | 4.3  | 1.7  | 1.7 | 0.0 | 1.3 | 3.6 | 7.6  |

## Fallecimiento
Ladner falleció el 24 de junio de 1975, a los 26 años, en el accidente del vuelo 66 de Eastern Airlines en Nueva York. Fue identificado gracias al anillo de campeón de la ABA que se halló en un dedo. Durante años, los Nets han listado su número 4 como retirado, aunque nunca se oficializó esa retirada. Incluso lo usó Rick Mahorn cuando estuvo en el equipo. Un artículo del New York Daily News desveló que el preparador del equipo Fritz Massmann durante 17 años después de su muerte no lo ofreció a ningún jugador por respeto.